# 新潟県道276号夏戸寺泊停車場線
新潟県道276号夏戸寺泊停車場線（にいがたけんどう276ごう なつどてらどまりていしゃじょうせん）は、新潟県長岡市内を通る一般県道である。

## 概要

### 路線データ
- 起点：新潟県長岡市寺泊夏戸字川西（新潟県道169号寺泊与板線交点）
- 終点：寺泊停車場（新潟県長岡市寺泊竹森字野付）

## 地理

### 通過する自治体
- 新潟県長岡市

### 接続する道路
- 新潟県道169号寺泊与板線（起点：長岡市寺泊夏戸字川西）
- 新潟県道22号長岡寺泊線（双川橋交差点 - 長岡市寺泊竹森（「寺泊駅」北方）で重複）
- 長岡市道（終点：長岡市寺泊竹森字野付、「寺泊駅」前）

### 周辺
- JR越後線 寺泊駅
- 長岡市国民健康保険 寺泊診療所
- 長岡市立寺泊中学校
- 長岡市立大河津小学校
- JA越後さんとう 寺泊支店
- クスリのコダマ 寺泊店
- スーパーマルイ 寺泊店